# Dalbergia teijsmannii
Dalbergia teijsmannii är en ärtväxtart som beskrevs av Sunarno och Hiro Ohashi. Dalbergia teijsmannii ingår i släktet Dalbergia, och familjen ärtväxter. Inga underarter finns listade i Catalogue of Life.